# Luis Ángel Landín
Luis Ángel Landín (Zamora, 23 de julho de 1985) é um futebolista profissional mexicano que atua como atacante.

## Carreira
Luis Ángel Landín integrou a Seleção Mexicana de Futebol na Copa América de 2007.

## Títulos
Seleção Mexicana
- Copa América de 2007: 3º Lugar